# Týden

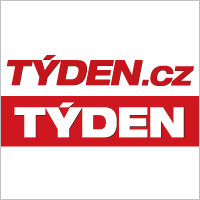

Týden (qui signifie semaine en français) est un magazine d'actualité tchèque hebdomadaire, centré principalement sur l'actualité et l'analyse de l'actualité.

## Histoire et profil
Týden a été fondée en 1994. Quatre ans plus tard, le magazine est racheté par Ringier, une maison d'édition suisse qui le revend à son tour au propriétaire actuel, l'entrepreneur suisse Sebastian Pawlowski.